# As Aventuras de Eduardinho
As Aventuras de Eduardinho foi um seriado infanto-juvenil brasileiro exibido pela Rede Excelsior e posteriormente pela TV Paulista entre 1966 e 1967. Foi produzido e escrito por Vicente Sesso e era exibido aos sábados. 
A série começou a ser exibida em 1966 pela TV Excelsior, mas foi transferido para a TV Paulista, na época um braço da recém-criada Rede Globo, sem sucesso desta vez. Foi a estreia do ator Marcos Paulo, filho adotivo de Vicente Sesso, na televisão.

## Enredo
A trama girava em trono do pré-adolescente Eduardinho e seu amigos, que se envolviam em aventuras engraçadas e misteriosas. Na série havia uma mescla de modernidades com elementos do folclore brasileiro e estrangeiro. Cada episodio trazia um convidado especial. 

## Elenco
- Denis Carvalho.. Dudu
- Reginaldo Vieira.. Dudu
- Samuel Alves Tavares Filho
- Henrique César.. Tio Cloreto
- Riva Nimitz.. Miquelina
- Maria Aparecida Baxter.. Amarante
- Paulo Castelli.
- Aírton da Silva.. Doca
- Marcos Paulo
- Geraldo Del Rey